# روزيلا رايس
روزيلا رايس (11 أغسطس 1827-6 يونيو 1888) مؤلفة وشاعرة ومحاضرة أمريكية ولدت في بيريسفيل بولاية أوهايو. اشتهرت بكتابتها الكوميدية المباشرة والحيوية، وقصائدها عن الطبيعية، ووصفها الحي لشخصية الفولكلور جون تشابمان «جوني أبلسيد».
نشرت رايس مئات المقالات في المجلات على مدار 40 عامًا من العمل. ظهرت كتاباتها في صحيفتي كليفلاند وكولومبوس: غوديز ليديز، وإنديانا فارمر، ومجلة آرثر هوم، وإنتريور، والحارس، والمجلة والمراسلة، والراية المشيخية، وهاوسهولد، ومدبرة المنزل، والعريف الصغير، وساعة الأطفال، وتوليدو بليد، والمجلة الغربية الريفية والمرأة.
كتبت رايس باسمها بالإضافة إلى العديد من الأسماء المستعارة التي تعكس شخصيات مختلفة، ومنها بيبسيواي بوتس التي قدمت دروسًا ووصفات، والعمة شاتي بروكس التي أدارت منزلًا داخليًا للشابات، والسيدة سام ستاركي المسنة التي تثرثر وتتمتع بروح الدعابة. كتبت من وجهات النظر هذه لآرثر «خالقةً شخصيات خيالية سكنت قصص مجلتها، وأصبحت حقيقية لمئات القراء».
اشتهرت رايس لربما بكتابتها النثرية والشعرية عن لقاءاتها مع جون تشابمان «جوني أبلسيد»، الذي غالبًا ما زار بيريسفيل في سنواته الأخيرة. تقابلت رايس لاحقًا مع تشابمان بعد انتقاله إلى إنديانا، حتى وفاته عام 1845. نُشرت روايتها عن أبلسيد على نطاق واسع ونقلت في كتب وصحف واقعية. لربما أصبح أبلسيد بطلًا للفولكلور الأمريكي بسبب توصيفات رايس.
كتبت رايس على نطاق واسع لإضفاء الطابع الأسطوري على الحنين إلى حياة الرواد الأمريكيين. كانت أيضًا محاضرة عامة.
وصفت آنا بي كويلين، محررة رايس في دار آرثر، رايس بأنها «ذكية، وصاحبة دعابة، وتلتقط السخرية، وبائسة، ومتعاطفة، ومساعدة، وساخرة في بعض الأحيان».

## الحياة الشخصية
ولدت رايس في 11 أغسطس 1827 في بلدة غرين في مقاطعة ريتشلاند (أشلاند الآن)، ووالدتها سارة جونسون «سالي» ووالدها ألكسندر رايس من الجيل الثاني من المستعمرين في بيريسفيل في أوهايو. كانت من نسل إدموند رايس، وهو من أوائل المهاجرين إلى مستعمرة خليج ماساتشوستس. أمضت حياتها كلها في مسقط رأسها، وعاش ثلاثة من أشقائها حتى سن الرشد، روزينا وروبن وإسحاق جونسون.
توفيت والدة رايس، سارة جونسون في عام 1841، وفي عام 1842 تزوج والدها من ماري فان سكويوك. كان ابن عمها من الدرجة الأولى أميريكوس فيسبوكيوس رايس، وهو أيضًا من بيريفيل، عميدًا في جيش الاتحاد أثناء الحرب الأهلية الأمريكية وعمل كعضو في الكونغرس الأمريكي.
أُتيح الوصول لرايس إلى خط السكة الحديد في عام 1852، ما سمح لها بالذهاب برحلات سنوية، بما في ذلك حضور ندوات في تشوتاكوا في نيويورك، ورحلات الأم وابنتها إلى بحيرة إيري وكندا، وإلى ماساتشوستس، حيث وصلت عائلتها في القرن السابع عشر كمستعمرين. ربما تكون قد سافرت إلى فيلادلفيا حيث نُشرت العديد من مقالاتها.
توفيت زوجة والدها ماري فان سكويوك عام 1854، بسبب الولادة غالبًا. عادت رايس إلى بيريسفيل في ذلك العام لتربية أخواتها غير المتزوجات راسل برايت وإيدا جوزفين. خدمت رايس في عام 1873 في لجنة منح الجوائز في معرض ولاية مانسفيلد، وأشرفت على الخبز والزبدة. أقيم هذا الحدث من قبل جمعية الزراعة في أوهايو.
كانت رايس جزءًا من المجموعة التي كشفت النقاب عن نصب كوبوس التذكاري في 15 سبتمبر 1882، وهو نصب تذكاري لمقبرة جماعية، بنيت ردًا على مذبحة كوبوس في حرب عام 1812. أُضيف النصب التذكاري لجوني أبلسيد بشكل بارز إلى النصب، وفقًا لاقتراح رايس. كتب على تابوته «توفي جوني أبلسيد في 11 مارس 1845، ودفن بالقرب من فورت واين في إنديانا».

### ليلي ماي رايس
أنجبت رايس ليلي ماي رايس حوالي عام 1854. لم يذكر اسم الأب في المصادر. لم تكن رايس مهتمة بالزواج ورفضت الرجال المحليين الذين تقدموا لها. درست ليلي ماي رايس في أكاديمية بلدة غرين ومدرسة غرانفيل للإناث.
تزوجت ليلي ماي رايس بعد عام من وفاة رايس من دانيال دبليو ستال في 13 يونيو 1889، وهو مدرس سابق. كان للزوجين ثلاثة أبناء: فرانسيس كلارك (1891-1971)، وراسل يوجين (1892-1983)، ويلبر كارول (1898-1977). عاشت ليلي ماي رايس ستال في المقام الأول في بتلر في أوهايو، وهي قرية في مقاطعة ريتشلاند بولاية أوهايو.
نشرت ليلي ماي رايس في عام 1917- بعد 29 عامًا من وفاة رايس- قصة قصيرة كوميدية بعنوان «وعاء سكر الرب» في دار نشر هيرالد وبريسبايتر. توفي دانيال ستال بعد ذلك بوقت قصير في فبراير 1919، ودُفن في نورث ليبرتي بولاية أوهايو. توفيت ليلي ماري رايس ستال في منزلهم في بتلر في أوهايو في 7 أبريل 1943 ودُفنت مع زوجها في مقبرة نورث ليبرتي.

## كتاباتها وحياتها المهنية
ظهر شعر رايس ونثرها لأول مرة في عام 1840 في الصحف والمجلات في مانسفيلد في أوهايو، وكان عمرها 14 عامًا. وثقت خلال ذلك الوقت مقابلاتها مع الجيل الأول من المستعمرين في بلدة غرين.
نُشرت كتاباتها لأول مرة في أوهايو كولتيفاتور في كولومبوس في عام 1845. لقيت كتابات رايس «استحسانًا كبيرًا من الجمهور لدرجة أنها تلقت عروضًا مكافئة من الناشرين الشرقيين» وفقًا لبوغمان.
كتبت رايس في عام 1849 مقالًا ساخرًا لأوهايو كولتيفاتور بعنوان «النور والظل» يبدأ:
«لقد سئمت من هذه الوجوه المرسومة منذ فترة طويلة بروح بغض البشرية، والتي تطل من العديد من أزواج العيون الزرقاء والرمادية التي يلتقي بها المرء كل يوم في الخارج في هذا العالم الجميل الذي نعيش فيه. لأمرٌ سيئ للغاية! سيئ للغاية! عندما يكون كل شيء من حولنا عادلًا ونقيًا ومثاليًا بما يكفي لاستفزاز حتى المجرم ومعدوم الضمير ليكون سعيدًا وراضيًا. السعادة هي أرخص سلعة لدينا، رخيصة مثل أشعة الشمس المجانية».
انتقلت في وقت ما قبل عام 1854 إلى كولومبوس للتحرير والكتابة لكولتيفاتور، لكنها عادت إلى موطنها في عام 1854 لرعاية الأسرة. نشرت كولتيفاتور في عام 1854 عندما كان عمرها 27 عامًا، مقالها الكوميدي الذي دعم فساتين البلمر:
توجب على كل فتاة ريفية امتلاك ما لا يقل اثنين من الفساتين القصيرة والسراويل الداخلية [أي تنورة بطول الركبة فوق بنطلونات مزركشة] لتتناسب مع الحاجة، وليس لارتدائها في الكنسية وجعل المتعصبين يحدقون، أو لجعل الأولاد البذيئين يتعجبون أو للتسبب في احمرار خدود الخادمات العجائز خجلًا، بل لارتدائها في المنازل أيام الغسيل والطقس الموحل عندما لا يكون عملهن داخل المنازل، وفي الصباحات الندية التي حلبن فيها الماشية (ما لم يباركهم أقرانهن وإخوانهن اليانكيز). لماذا، سرعان ما أفكر في الذهاب بدون لباس واسع أو مريلة كاليكو في المطبخ لعدم وجود فستان قصير على الإطلاق، أدرك أن العديد من السيدات سيعترضن لهذا الحديث، وإذا فعلن ذلك، فأمنعهن من الإسهاب في الحديث في كولتيفاتور.